# ایستگاه هرمان‌اشتراسه برلین

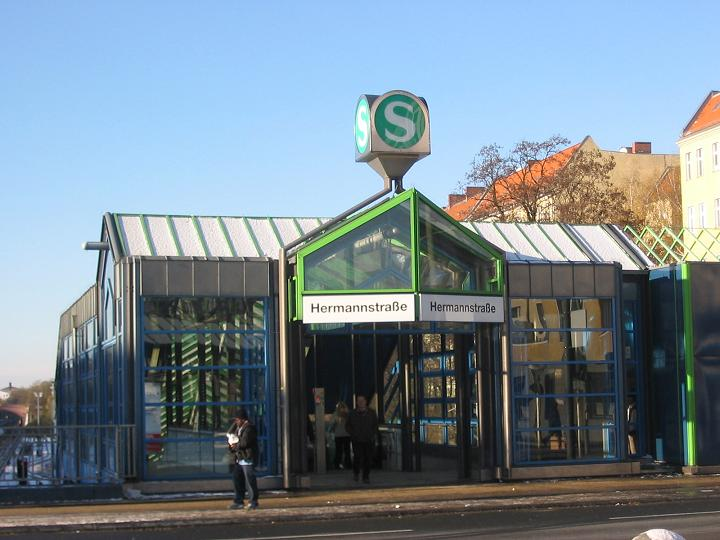
ورودی اس-بان

ایستگاه هرمان‌اشتراسه برلین (آلمانی: Hermannstraße) نام یک ایستگاه قطار شهری برلین‌ (خطوط S 41، S 42، S 45، S 46 و S 47) و متروی برلین (خط U8) است که در منطقه نویکلن برلین‌ واقع شده‌است.